# Luke Ferrara
Luke Ferrara (* 7. Juni 1993 in Peterborough, England) ist ein britischer Eishockeyspieler, der seit 2017 bei Coventry Blaze in der Elite Ice Hockey League unter Vertrag steht.

## Karriere
Luke Ferrara begann seine Karriere als Eishockeyspieler bei den Peterborough Phantoms, wo er zunächst die verschiedenen Nachwuchsmannschaften durchlief und 2004 als U11-All-Star der English Ice Hockey Association ausgezeichnet wurde. 2009 debütierte er mit erst 16 Jahren im Herrenteam der Phantoms in der English Premier Ice Hockey League. Dort spielte er bis 2015, als er mit der Mannschaft Playoff-Champion der EPIHL wurde. Nachdem er bereits in der Spielzeit 2012/13 ein Spiel für die Cardiff Devils in der Elite Ice Hockey League absolviert hatte, spielte er – zunächst neben den Einsätzen in Peterborough – ab 2014 für die Sheffield Steelers in der EIHL. 2015 und 2016 gewann er mit den Steelers die reguläre Saison und damit auch die britische Meisterschaft. 2017 reichte es in der Hauptrunde zwar nur zu Platz drei, dafür konnten dann aber die Playoffs durch einen 6:5-Erfolg nach Verlängerung gegen Hauptrundensieger Cardiff Devils gewonnen werden. Anschließend wechselte er zu Coventry Blaze, wo er seither spielt.

### International
Im Juniorenbereich spielte Ferrara für Großbritannien bei den U18-Weltmeisterschaften der Division I 2010 und 2011 sowie bei den U20-Weltmeisterschaften 2012 und 2013 ebenfalls in der Division I.
Für das britische Herrenteam nahm Ferrara erstmals bei der Weltmeisterschaft 2018 teil, als den Briten erstmals seit dem Abstieg 1994 wieder die Rückkehr in die Top-Division gelang.

## Erfolge und Auszeichnungen
- 2004 U11-All-Star der English Ice Hockey Association
- 2015 Playoff-Champion der English Premier Ice Hockey League
- 2015 Hauptrundensieger der Elite Ice Hockey League und britischer Meister mit den Sheffield Steelers
- 2016 Hauptrundensieger der Elite Ice Hockey League und britischer Meister mit den Sheffield Steelers
- 2017 Playoff-Meister der Elite Ice hockey League mit den Sheffield Steelers
- 2018 Aufstieg in die Top-Division bei der Weltmeisterschaft der Division I, Gruppe A

## EIHL-Statistik
(Stand: Ende der Saison 2017/18)